# 弦田英太郎
弦田 英太郎（つるた えいたろう、1920年5月1日 - 2014年9月21日）は日本の洋画家、日展会員、一水会常任委員を務めた。
舞妓や裸婦、バレリーナなどを得意とし、神秘的色香を追求した。

## 経歴
1920年、東京都大森区新井宿（現大田区中央）に生まれる。
東京美術学校（現東京芸術大学）に入学し、油絵科（藤島武二教室）を1942年に卒業する。卒業する年から1949年まで第二次世界大戦のためヨーロッパに戻れずにいたスイス人画家コンラッド・メイリ（Conrad Meili, 1895年-1969年）に師事する。1942年には第6回一水会展で初入選している。また、1949年には有島生馬にも師事している。
1950年に裸婦画「マヤ」で日展の特選となる。
1992年に一水会委員に推挙され、日展で審査員を務める。1993年には日展会員に推挙される。
2014年9月21日、肺炎のため死去。